# Голагхат (округ)

Округа Ассама (17 — Голагхат)

Голагхат (ассам. গোলাঘাট জিলা; хинди गोलाघाट जिला; англ. Golaghat) — округ на востоке индийского штата Ассам. Образован в 1987 году. Административный центр — город Голагхат. Площадь округа — 3502 км². По данным всеиндийской переписи 2001 года население округа составляло 946 279 человек. Уровень грамотности взрослого населения составлял 69,4 %, что выше среднеиндийского уровня (59,5 %). Доля городского населения составляла 8,6 %.